# FWŚ 32Rb
32Rb – typ wagonów cystern produkowanych w latach 1965–1971 przez Fabrykę Wagonów w Świdnicy.

## Produkcja
W połowie lat 60., niezależnie od wdrożenia programu budowy wagonów czteroosiowych, dokonano rekonstrukcji kilku typów taboru dwuosiowego, w tym cystern produkowanych na zamówienie przemysłu chemicznego.

## Konstrukcja
Dokumentację wagonu typu 32Rb do przewozu rozcieńczonego kwasu azotowego, będącego zamiennikiem dla budowanej wcześniej cysterny 32R, opracowało w 1965 roku Biuro Konstrukcyjne Fabryki Wagonów w Świdnicy. 

### Podwozie
Zaprojektowane zostało nowe, zunifikowane podwozie, wykorzystane później przy produkcji wagonów 201Ra, 201Rb, 202Rb, 203Rb i 203Rc. Ostoję wagonu przystosowano do zabudowy sprzęgu samoczynnego, zamontowane zostało nienawskrośne urządzenie cięgłowe, a układ biegowy dostosowany został do jazdy z obiążeniem osi 20 t. Wagon został wyposażony w zestawy z łożyskami tocznymi o średnicy czopa 120 mm, resory ośmiopiórowe o długości 1400 mm, podwójne ogniwa oraz spawane skrzynkowe koziołki resorowe.

### Zbiornik
Cysterna posiada zbiornik ze stali kwasodpornej gatunku 18HN9T z blach o grubości 9 mm (walczak) i 10 mm (dennice). Opróżnianie następowało poprzez dolny zawór centralny i zawory boczne o średnicy 100 mm lub górą przez rurę wyporową i króciec 80 mm pod ciśnieniem sprężonego powietrza.